# کونتیل
کونتیل (به فرانسوی: Conthil) یک کمون در فرانسه است که در Canton of Château-Salins واقع شده‌است.

## خصوصیات
کونتیل ۹٫۳۱ کیلومترمربع مساحت و ۱۶۳ نفر جمعیت دارد و ۱۱۰ متر بالاتر از سطح دریا واقع شده‌است.